# Nation Broadcasting Corporation
Nation Broadcasting Corporation (NBC) es una cadena pionera de radio y televisión, que ha operada en las Filipinas desde 1963. La cadena es actualmente una filial de MediaQuest Holdings, Inc. Las oficinas y estudios de la cadena están ubicados en el 762 de Quirino Highway, en San Bartolomé, Novaliches, Ciudad Quezón.

## Historia

### Radio
NBC lanzó a principios de los años 1980 como la primera cadena de radio por satélite en las Filipinas. Los esfuerzos pioneros de la cadena a lo largo de los años la convirtieron en un jugador mayor en la industria de radio—incluyendo convertirse en la primera cadena en operar durante las 24 horas del día fuera de Buenos Aires, abrir las primeras emisoras FM en las regiones de Visayas y Mindanao, y colmar el archipiélago por el primera vez por vía de emisiones de satélite. La cadena también ha tenido los derechos de cubrir los juegos en vivo de la Philippine Amateur Basketball League y la Philippine Basketball Association.
En 1998, NBC se convirtió en la única cadena de radio FM en las Filipinas con emisoras afiliadas con nombres que representan sus mercados respectivos. En 2005, estas emisoras fueron compradas por el pastor Apollo Quiboloy, quien relanzó ellas bajo la marca de Sonshine Media Network International.
En octubre de 2009, las emisoras en Malibu, Cebú, y Dávao discontinuaron su formato de "Smooth AC". La emisora en Manila se convirtió en U92, en asociación con All Youth Channels. Se convirtió en la primera emisora de formato CHR con un enfoque en MTV Philippines emitiendo desde un estudio técnicamente avanzado en Silver City Mall, Frontera Verde Complex, y la ciudad de Pásig. Las emisoras de Cebú y Dávao se convirtieron en WAV FM, en asociación con AudioWAV, una compañía conocida para la producción de listas de reproducción para compañías bien conocidas en las Filipinas. Las otras emisoras provinciales retuvieron su formato. El 30 de septiembre de 2010, U92 se apagó tras la disolución de MTV Philippines en febrero.
El 1 de octubre de 2010, NBC, en asociación con Associated Broadcasting Company/TV5, su afiliado, asumió el control de la gestión de 92.3 FM. Por lo tanto, como parte de la expansión de TV5, la emisora se convirtió en 92.3 News FM, la primera emisora de noticias y entrevistas en la banda FM. Hizo su debut el 8 de noviembre del mismo año.

### Televisión
Nation Broadcasting Corporation es propietario de DWNB-TV, una estación de televisión comercial en la banda UHF, y a su vez pertenece a Manuel V. Pangilinan, el director ejecutivo del conglomerado First Pacific y el presidente del gigante de telecomunicaciones Philippine Long Distance Telephone Company (PLDT).
El nombre no estaba familiar a muchos filipinos, porque pensaron de ella como sólo una emisora regular en la radio. NBC TV 41 anteriormente era conocida como MTV Philippines, en sí mismo una rama de MTV (Music Television), una cadena de televisión por cable que originalmente era dedicada a vídeos musicales (especialmente música popular de género rock), pero posteriormente se convirtió en una salida para una variedad de materiales diferentes dirigidos a adolescentes y adultos jóvenes.
Después de 6 años de colaboración con All Youth Channels (AYC) en las Filipinas, MTV Channel 41 se puso fuera del aire en febrero de 2010, tras la disolución de su asociación con NBC. Fue inactiva hasta octubre de 2010, cuando comenzó emisiones de prueba como TV5, tomando el cargo del Canal UHF 41; en esa vez, era emitida simultáneamente con DWFM por pocos meses cuando debutó el 8 de noviembre del mismo año. En el primer trimestre de 2011, TV5 estableció el primer canal de emisión libre de tipo "radio interactivo en la televisión", con un formato similar a DZMM TeleRadyo y RHTV para transmitirse después de su emisión simultánea inicial de 92.3 News FM. También, inicializará emisiones de prueba para varios operadores de cable o satélite a nivel nacional.
El 21 de febrero de 2011, AksyonTV lanzó a medida que TV5 introdujo el nuevo canal de UHF. Aún AksyonTV está también disponible en el canal 29 en Cebú, Zamboanga, Cagayán de Oroo, y Dávao, en el canal 44 en Bacólod, y en el canal 34 en Baguio y Iloilo.